# 拉德耶德 (密西西比州)
拉德耶德（英語：Rudyard）是位於美國密西西比州科荷馬縣的非建制地區。

## 歷史
拉德耶德的郵局於1899年設立，其後於1956年停運。

## 地理
拉德耶德所處的海拔為高於海平面50米（即164英呎），而該地所採用的時區為UTC-6，即北美中部時區（CST）。同時該地設有夏令時間，為UTC-6調快一小時，即UTC-5（CDT）。